# Johann Gruber
Dr. Johann Gruber (20 de outubro de 1889 - 7 de abril de 1944), também conhecido como "Papa Gruber" e "O Santo de Gusen", foi um padre católico austríaco que foi preso no Campo de Concentração Gusen I de 1940 até à sua ritual morte pelo comandante do campo na Sexta-feira Santa de 1944. No campo de concentração, Gruber ajudou muitos outros a sobreviver levantando fundos de fora do campo e subornando os homens da SS e kapos para organizar a entrega de comida aos prisioneiros famintos.